# Robert Treat
Robert Treat (* 23. Februar 1622 in Pitminster, Somerset County, England; † 12. Juli 1710 in Milford, Colony of Connecticut) war ein englischer Kolonist und zwischen 1683 und 1698 zweimal Gouverneur der Colony of Connecticut.

## Werdegang
Robert Treat, Sohn von Richard Treat und Alice Gaylord, wurde am 23. Februar 1622 in Pitminster geboren, wuchs aber als Kind in Massachusetts auf. Seine Familie zählte zu den ersten Siedlern in Wethersfield, Connecticut. Robert ließ sich 1639 in Milford nieder, wo er zu einer der Führungsfiguren der New Haven Colony wurde. Ferner diente er nach seiner Aufstellung im General Court.
Am 25. Dezember 1647 heiratete er Jane Tapp in Milford, mit der er acht gemeinsame Kinder hatte. Ihr Urenkel, Robert Treat Paine, war einer der Unterzeichner der Amerikanischen Unabhängigkeitserklärung.
Als die Connecticut Urkunde (engl. charter) von 1662 die New Haven Colony zwang sich mit der Colony of Connecticut 1665 zu vereinigen, führte Treat eine Gruppe von Dissidenten an, die die Kolonie verließen. Sie zogen 1666 nach New Jersey, wo sie sich mit anderen Dissidenten aus Branford, Connecticut, einen anderen Teil der früheren New Haven Colony, vereinigten. Die Dissidenten aus Branford wurden von Abraham Pierson angeführt. Robert Treat wollte die neue Gemeinde Milford, New Jersey benennen. Pierson, ein religiöser Puritaner, bevorzugte den Namen New Ark, so dass diese Ortschaft als Newark bekannt wurde. Robert selbst kehrte 1672 nach Milford zurück, wo er den Rest seines Lebens verbrachte.
Treat führte sieben Jahre lang die koloniale Miliz an und zwar hauptsächlich gegen die Narraganset Indianer. Dies schloss die Beteiligung an dem King Philip’s War von 1676 mit ein. Ferner war er fortlaufend zwischen 1676 und 1708 im Governor's Council tätig. Treat war 1683 der erste gewählte Gouverneur.
Sir Edmund Andros verdrängte ihn 1687 und versuchte Connecticut zu einem Teil des Dominion of New England zu machen. Treat wurde eine Rolle zuerkannt, die staatliche Urkunde im Charter Oak (außergewöhnlich seltene Weiß-Eiche) versteckt gehabt zu haben. Er nahm seinen Posten als Gouverneur wieder an, als die Dominion-Anordnung 1689 auseinanderfiel. Er wurde bis 1698 jährlich wiedergewählt. Robert Treat verstarb am 12. Juli 1710 in Milford, Connecticut.

## Bekannte Nachkommen
- Robert Treat Paine (1731–1814), Unterzeichner der Unabhängigkeitserklärung
- Stephen Crane (1871–1900), amerikanischer Autor (The Red Badge of Courage)
- Thomas Alva Edison (1847–1931), amerikanischer Erfinder
- Charles H. Treat (1842–1910), Schatzmeister der Vereinigten Staaten zwischen 1905 und 1909
- Charles W. Woodworth (1865–1940), amerikanischer Entomologe
- Treat Williams (1951–2023), amerikanischer Schauspieler[2]